# Phthinia carolina
Phthinia carolina är en tvåvingeart som beskrevs av Fisher 1940. Phthinia carolina ingår i släktet Phthinia och familjen svampmyggor.
Artens utbredningsområde är North Carolina. Inga underarter finns listade i Catalogue of Life.